# Diego Puyo
Diego Puyo (ur. 20 sierpnia 1984 roku w Alcañiz) – hiszpański kierowca wyścigowy.

## Kariera
Puyo rozpoczął karierę w wyścigach samochodowych w 2001 roku od startów w Hiszpańskiej Formule 3. Z dorobkiem dziesięciu punktów uplasował się na 25 pozycji w klasyfikacji generalnej. W późniejszych latach Hiszpan pojawiał się także w stawce Formuły Nissan 2000, Włoskiej Formuły Renault, 24 Hours of Barcelona, SEAT Leon Supercopa Spain, SEAT Leon Eurocup oraz World Touring Car Championship.
W World Touring Car Championship Hiszpan wystartował podczas portugalskiej rundy w sezonie 2009. W pierwszym wyścigu uplasował się na szesnastej pozycji, a w drugim był czternasty.